# شاؤول ليبرمان
شاؤول ليبرمان (بالعبرية : שאול ליברמן) (28 مايو 1898 - 23 مارس 1983) حاخام وعالم تلمودي إسرائيلي. شغل منصب أستاذ علم التلمود في المدرسة اللاهوتية اليهودية الأمريكية (JTSA) لأكثر من 40 عامًا، وعميدًا لمعهد هاري فيشل في إسرائيل ورئيسًا للأكاديمية الأمريكية للبحوث اليهودية.
في عام 1971 نال جائزة إسرائيل للدراسات اليهودية. 

## حياته
وُلِد في موتال القريبة من مدينة بينسك التي كانت حينها جزءا من الإمبراطورية الروسية (وتقع في بيلاروسيا حاليًا).
درس في مدارس دينية يهودية أرثوذكسية في مالش وسلوبودكا ونوفاردوك، حيث رُسم حاخاما في سن 18 عامًا.  وأثناء دراسته في مدرسة سلوبودكا الدينية، أصبح صديقًا للحاخام يتسحاق رودرمان ويتسحاك هوتنر، وكلاهما سيصبحان من قادة المدارس الدينية الحاخامية الكبرى في أمريكا.
وفي العشرينات من القرن الماضي، التحق ليبرمان بالمدرسة الثانوية في كييف ثم بجامعة كييف. وبعد إقامة قصيرة في فلسطين، استأنف دراسته في فرنسا. وفي عام 1928 استقر في القدس. ودرس فقه اللغة التلمودية واللغة اليونانية وآدابها في الجامعة العبرية.

## عمله
بعد حصوله على درجة الماجستير من الجامعة العبرية، عُين محاضرًا في علم التلمود عام 1931 أو 1932. وأنهيت خدمته في عام 1937 بسبب ضعف الالتحاق بمحاضراته.  كما قام بالتدريس في مدرسة المعلمين المزراحيين ومنذ عام 1935 كان يعمل عميدًا لمعهد هاري فيشل للأبحاث التلمودية في القدس.
وفي عام 1940، تلقى دعوة من الحاخام يتسحاق هوتنر للتدريس في مدرسة حاييم برلين الدينية الأرثوذكسية، وتلقى أيضا دعوة من قبل المدرسة اللاهوتية اليهودية في أمريكا للعمل كأستاذ للحضارة الهيلينية والأدب اليهودي. اختار ليبرمان العرض الأخير.  وفي عام 1949 عين عميدًا ثم في عام 1958 مديرًا للمدرسة الحاخامية.
توفي ليبرمان في 23 مارس 1983 أثناء توجهه جواً إلى القدس للاحتفال بعيد الفصح.  

## الجوائز والتكريمات
- في عام 1957، مُنح ليبرمان جائزة بياليك للفكر اليهودي. [8]
- في عام 1971 نال جائزة إسرائيل للدراسات اليهودية. [2]
- في عام 1976 نال جائزة هارفي منالتخنيون في حيفا.